# Tallholmen (sydväst om Storön, Raseborg)
Tallholmen är en ö i Finland. Den ligger i Finska viken och i kommunen Raseborg i landskapet Nyland, i den södra delen av landet. Ön ligger sydväst om Storön omkring 78 kilometer väster om Helsingfors.
Öns area är 3,7 hektar och dess största längd är 370 meter i sydöst-nordvästlig riktning.
Det är värt att notera att det finns en annan ö med samma namn bara 500 meter länge österut.